# Kujew
Kujew är en ort i Gambia. Den ligger i regionen Central River, i den östra delen av landet, 200 km öster om huvudstaden Banjul. Antalet invånare var 216 vid folkräkningen 2013.